# Scammell
Scammell Lorries Ltd. – brytyjskie przedsiębiorstwo branży motoryzacyjnej funkcjonujące w latach 1922–1987, prowadzące produkcję samochodów ciężarowych, ciągników samochodowych i naczep, specjalizujące się w pojazdach służących do przewozu ładunków specjalnych i ponadgabarytowych, w tym o przeznaczeniu wojskowym. Od 1955 roku spółka stanowiła własność koncernu Leyland Motors, od 1968 – British Leyland, a w końcowym roku istnienia – DAF. Siedziba przedsiębiorstwa i zakład produkcyjny mieściły się w Watford.

## Historia
Założyciele przedsiębiorstwa, bracia Scammell, prowadzący uprzednio zakład kołodziejski, opracowali w 1919 roku prototyp ciągnika siodłowego wraz z naczepą. Wkrótce podjęli produkcję seryjną zaprojektowanych na jego bazie cystern. Przed końcem lat 20. XX wieku w ofercie znalazły się m.in. 6-kołowe ciągniki przeznaczone do pracy w terenie, jak i ciężkie ciągniki przeznaczone do przewozu ładunków o masie do 100 t (m.in. lokomotyw).
W 1933 roku Scammell rozpoczął produkcję małych, 3-kołowych ciągników siodłowych nazwanych „mechanicznymi koniami” (Mechanical Horse), w późniejszych latach zastąpionych przez modele Scarab (1948) i Townsman (1966). Pojazdy te cieszyły się dużą popularnością – odbiorcami były m.in. przedsiębiorstwa kolejowe (British Railways i jego poprzednicy), zakłady komunalne oraz Generalny Urząd Pocztowy.
Podczas II wojny światowej przedsiębiorstwo prowadziło na potrzeby wojska produkcję 6-kołowych pojazdów Pioneer, które wykorzystywane były jako ciągniki artyleryjskie, wozy zabezpieczenia technicznego oraz transportery czołgów.
W okresie powojennym Scammell prowadził produkcję ciągników samochodowych (zarówno siodłowych, jak i balastowych) oraz samochodów ciężarowych przeznaczonych na rynek cywilny, w tym m.in. modeli Mountaineer (1949), Constructor (1952), Highwayman (lata 50.), Handyman (1960), Routeman (1960), Trunker (1960), Crusader (1970), S24 (1980) oraz S26 (lata 80.). Niektóre modele, m.in. Crusader oraz S24, znalazły zastosowanie także w wojsku. W odpowiedzi na zamówienie armii brytyjskiej w 1983 roku rozpoczęto produkcję transporterów czołgów Commander.
W 1955 roku Scammell został nabyty przez spółkę Leyland Motors, a w 1968 roku wraz z nią wszedł w skład koncernu British Leyland, zachowując jednak odrębność w ramach grupy. W 1987 roku, wkrótce po przejęciu działu produkcji samochodów ciężarowych Leylanda przez holenderskiego DAF-a, markę Scammell zlikwidowano, a zakład produkcyjny w Watford zamknięto.

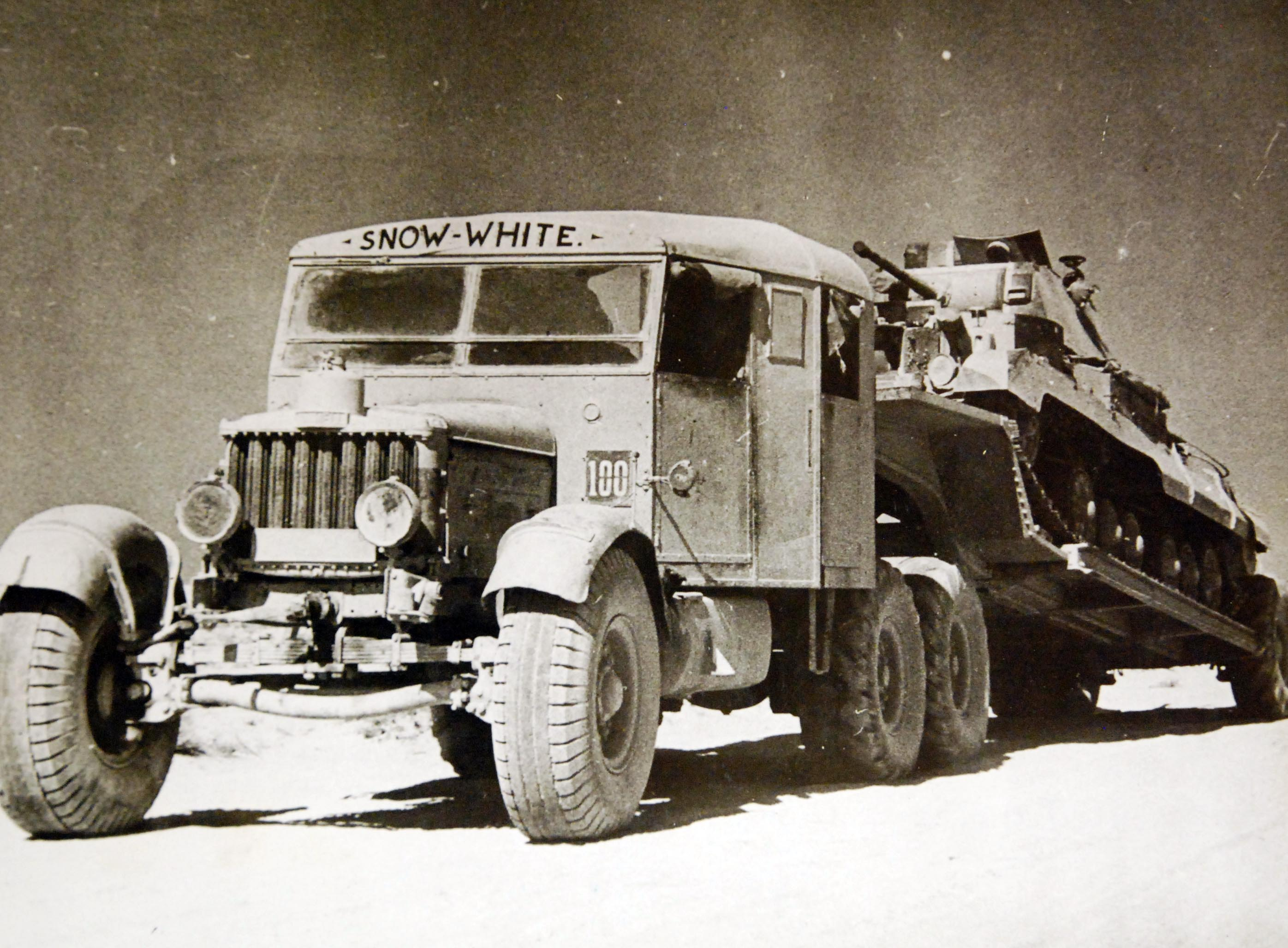
Scammell Pioneer przewożący czołg Cruiser Mk I
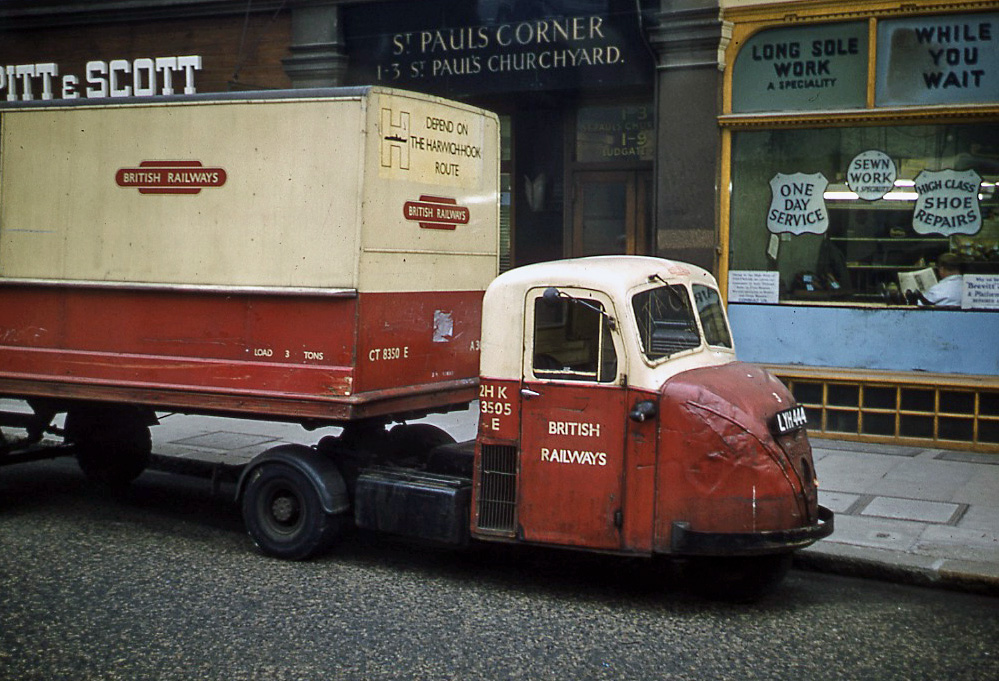
Scammell Scarab(inne języki)
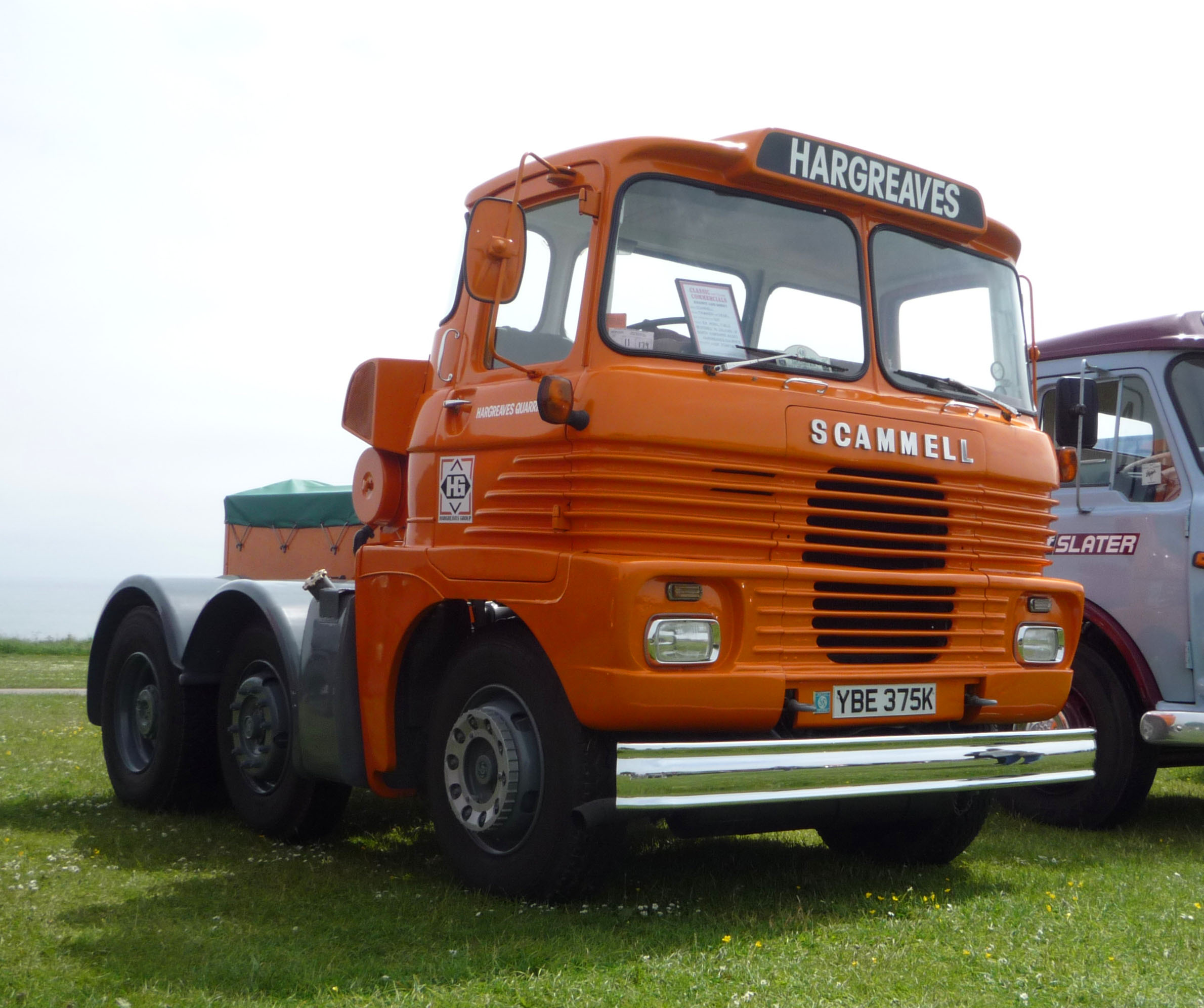
Scammell Trunker
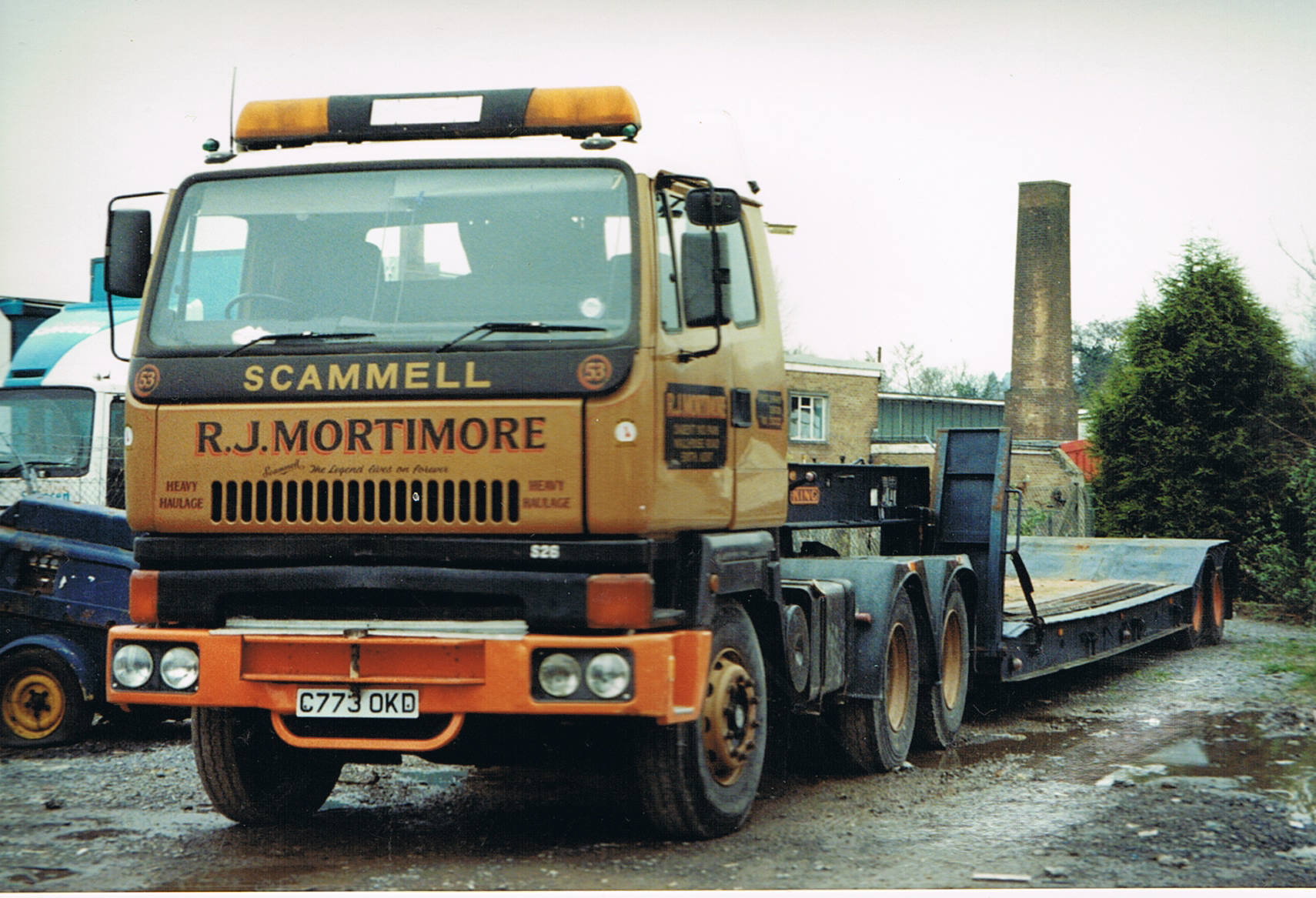
Scammell S26